# Екеритофилпеш
Екеритофилпеш (мађ. Ököritófülpös) је град у жупанији Саболч-Сатмар-Берег, у региону Северне Велике равнице у источној Мађарској.

## Географија
Покрива површину од 3.343 km2 (1.291 sq mi) и има популацију од2.015 становника (2015).
Налази се у источном делу округа у равници Сатмари. Данас се читаво насеље налази на левој обали реке Самош, али пре регулације реке на левој обали су били само данашњи делови насеља Екерите и Мача, а на другој страни је био Филпеш. Некадашњи речни део који је делио данашње насеље на засебне делове данас је рукавац, који вијуга од Цегењдањада скоро све до границе Набрада, дужине око 25 километара.
Име Екерито постало је име насеља од назива пограничног подручја. Првобитно је означавало место где се напајају волови: во+ито (ökör+itó, појилица). Према некима, суфикс је придевски прилог из скраћене основе и- глагола пије. Други то виде као спајање појма од особе која пије.
Име места Филепеш потиче од пуког личног имена. Садашњи облик имена села можда се развио из црквеног латинског личног имена Филип: Филиппус > Филипус > Фулпос.

## Историја
Године 1910. у пожару у штали током плесне забаве погинуло је 312 људи.
Данашње насеље је настало спајањем три села, па је препоручљиво посебно размотрити њихову историју. Године 1950. Филепош се спојио са Сатмарекеритом (Szatmárököritó), и тада је добио име Екеритофилпеш (Ököritófülpös), али локално становништво и даље види два насеља као одвојена села, а Мача је раније напуштена и постала је дио Сатмарекеритоа.

## Становништво
У 2001. години 92,5% становништва насеља се изјаснило као Мађари, а 7,5% као Роми.
Током пописа из 2011. године, 79,4% становника се изјаснило као Мађари, 5,8% као Роми, а 0,4% као Румуни (20,6% се није изјаснило; због двојног идентитета, укупан број може бити већи од 100%). Верска дистрибуција је била следећа: римокатолици 2,4%, реформисани 64,7%, гркокатолици 1,6%, неденоминациони 4,6% (26% није одговорило).